# 刘建章
刘建章（1910年3月—2008年2月14日），河北景县人，中华人民共和国政治人物，曾任中华人民共和国铁道部部长、党组书记、顾问。

## 生平
1910年生，幼年离开家乡到北京香山慈幼院读书。1926年加入中国共产主义青年团并参加革命工作，同年转为中国共产党党员。1928年香山慈幼院组织一批师范毕业生去延吉任教，还没有毕业的刘建章也志愿加入，其中的10名党员分别担任了10个党支部书记在延边区委领导下发展党组织。历任东满特委（区委）委员、1929年任延吉区委书记，延（吉）和（龙）中心县委委员，珲春县县委书记，河北省景县县委书记，北平市委市民工作委员会书记。
抗日战争时期，历任华北人民抗日联军第九军区政治部主任，华北人民抗日自卫委员会冀南特派员，冀南武邑县县长，冀南五专署专员、军分区政治部主任，冀南行署副主任、区党委常委，北方局党校组织科科长，晋察冀民生电业公司总经理，冀中行署副主任，1947年11月调任石家庄铁路局（晋察冀边区铁路管理局）局长，1948年5月华北人民政府交通部副部长兼华北军运司令员，领导了邯涉铁路涉馆段的修建任务，1948年10月20日贯通。淮海战役和平津战役时，带领铁路大军先后抢通了津浦北段、石德、石太、平绥等路段。1948年11月29日兼任北平市军管会交通部部长负责平津地区的铁路邮电接管，天津铁路局副局长。
1950年任郑州铁路局局长，1953年调任铁道部车务局（运输局）局长、不久改任铁道部新建线路工程总局局长，1954年，任铁道部副部长，分管新铁路的建设工作。任铁道部副部长兼政治部主任、中央国家机关党委常委。1965年任西南铁路建设工地指挥部（“西工指”）副指挥长，驻安顺、西昌。1968年2月至1972年6月關押在秦城監獄、關押在秦城監獄時遭受虐待。1972年7月20日，劉建章的妻子劉淑清在探視丈夫後寫了一封信上書毛澤東，揭露秦城監獄裏生活待遇低劣、一天只放風三十分鐘、喝三杯水。及反映丈夫1968年2月至1972年6月关押在秦城监狱时遭受虐待等問題。1972年12月18日，毛泽东将刘建章妻子刘淑清反映监狱虐待在押人员的来信批给周恩来，并在信上批示：
请总理办。这种法西斯式的审查方式，是谁人规定的？应一律废除。
12月18日当天，周恩来即批示公安部革命委员会主任（即部长）李震、交通部革命委员会主任（即部长）杨杰、国务院办公室党的核心小组副组长吴庆彤如下：

“李震、杨杰、吴庆彤三同志：

请你们联合起来办三件事：

一、将刘建章保外就医。按他身体病况，或送阜外，或送工农兵医院，并通知其妻刘淑清及其子女家属去看望刘。

二、将刘建章全案结论抽出送国务院先念、登奎同志批。

三、请公安部会同卫戍区将我在国务院当面提出过要清查北京监狱待遇问题，再在年内做一次彻底清查，凡属主席指出的‘这种法西斯式的审查方式’和虐待、殴打，都需列举出来，再一次宣布作废；并当着在押犯人公布，如有犯者，当依法惩治，更容许犯人控诉。

各事办好，请分别报来，附去主席批示件，请随第三事办好退回。
 周恩来

1972年12月18日

使得劉建章得以保外送醫院就醫。1975年8月到豫中指挥京广线铁路被758特大洪水冲断后的抢修。1976年8月到唐山大地震现场指挥京山铁路抢修。1981年至1982年任中华人民共和国铁道部部长。1982年起任铁道部顾问、中央顾问委员会委员。曾任中华全国体育总会副主席，中国老年人体育协会主席。1990年北京亚运会火炬手。1992年被评为“全国健康老人”。1995年被评为“全国最佳健康老人”，一直到90多岁的时候还能舞动春秋大刀锻炼。
中国共产党第十二届、第十三届中央顾问委员会委员。中共中央纪律委员会原常务委员。中国共产党第八次、第十二次全国代表大会代表。第十四、十五、十六、十七次全国代表大会特邀代表。第五届全国人民代表大会代表。